# Papp Attila
Papp Attila (Berettyókirályi, 1944. február 24. – Margitta, 2002. november 29.) erdélyi magyar költő, folklorista.

## Életútja
A margittai vegyes középiskola elvégzése (1962) után a Babeș-Bolyai Egyetemen magyar nyelv és irodalom szakos diplomát szerzett (1967). Tótiban, Margittán, Monospetriben tanár (1967–1974), a margittai Művelődési Ház irányítója (1974–1975), majd Érszőlősön (1975–1979) s újra Margittán tanár. A nagyváradi Fáklya, a Napsugár, Jóbarát, Bihari Napló, Keresztény Szó munkatársa, a Margitta című helyi lap felelős szerkesztője (1992–1994); a Margitta és Vidéke szerkesztőbizottságának tagja (1994–1997). A Kriza János Néprajzi Társaság tagja volt. Gégerákban halt meg 2002-ben, december 1-jén temették el Margittán az Eger utcai temetőbe.

## Munkássága
Kutatási területe az érmelléki népballada és népmese, népmondák, lakodalmi szokások, népi hiedelmek, gyermekfolklór. Érmelléki betyárhagyományok című szakdolgozatával megszerezte az I. tanári fokozatot (1985). Helytörténeti tevékenységének szerves része Margitta város monográfiájának megírása volt, amely azonban váratlan megbetegedése következtében befejezetlen maradt, és fia, ifj. Papp Attila és Schneider N. Antal gondozásában csak 2010-ben jelenhetett meg.
Emlékére honlapot hoztak létre, ahol nyomon követhető élete és munkássága. Halála óta Margittán évente Papp Attila-szavalóversenyt szerveznek az iskolásoknak.

### Kötetei
- Csillaghullás (gyermekversek, Nagyvárad, 1990)
- Libavonat (gyermekversek Keller Emese illusztrációival, 1991)
- Három dudán egy hangon (Állatmesék, versek, mesejátékok), Convex Kiadó Nagyvárad, 1995
- Ireg makacs kakasa (verses mesék, Nagyvárad, 1997)
- Oktondi Okosok, Erdélyi Gondolat Kiadó, Székelyudvarhely, 1999
- Az én Margittám. Érzelmes városmonográfia, Europrint, Nagyvárad, 2010 (posztumusz kötete, ifj. Papp Attila és Schneider N. Antal gondozásában)